# Julio Ramírez Padilla
Julio Ramirez (Breña, Lima, Perú; 21 de mayo de 1949) es un exfutbolista peruano que se desempeñó como defensa. Es considerado como uno de los mejores jugadores de la historia de Alianza Lima, club con el que fue bicampeón en el año 1978; y de la Copa Simón Bolívar.

## Trayectoria

### Inicios
Buyo Ramírez nació en el distrito de Breña en la costa pacífica de Lima. En su pueblo natal, empezó a jugar al fútbol en un equipo de su barrio que se llamaba Sor Vásquez. De allí pasó a jugar al América Pacífico, uno de los equipos filiales del Defensor Arica. En el Pacífico, Víctor fue uno de los mejores jugadores, y gracias a sus muy buenos partidos pasó a las inferiores del Arica.

### Defensor Arica
Luego de haber destacado con la filial y en diversos equipos juveniles de Breña; Buyo fue ascendido al equipo profesional del Defensor Arica. Su debut como profesional, fue en el año 1967. Desde el día de su debut, Ramírez demostró sus grandes cualidades para jugar fútbol. En el Arica, jugó varios partidos. Sin embargo, Ramírez también jugó con el equipo de reservas por mucho tiempo. Buyo jugó hasta mediados del año 1969, el mediocampista se fue del equipo a jugar al Juan Aurich.

### Juan Aurich
A mediados del año 1969, "buyo" se fue a jugar a préstamo al Juan Aurich. En el equipo "Chiclayano", el joven Julio fue uno de los mejores jugadores, ya que tuvo buenos partidos y siendo pieza fundamental en el esquema del equipo. Gracias a sus grandes actuaciones con el Aurich, Ramírez pasó a jugar a Atlético Chalaco equipo de la ciudad del Callao.

### Atlético Chalaco
En poco tiempo arreglaron y Julio llegó al equipo chalaco a principios del año 1973. En su primer año en el club tuvo una temporada desapercibida. Sin embargo, lo mejor de su paso por el equipo chalaco; fue el año 1974. En aquel año, Ramírez sacó toda su calidad y fue muy importante para que el cuadro cardenal sea un animador del campeonato nacional. En ese año, Julio fue el máximo jugador con asistencias del equipo con 41 de 42 partidos, y una de las figuras dentro de la nómina junto a grandes jugadores como los peruanos Ottorino Sartor y Enrique Cassaretto, y el argentino Miguel Ángel Bustos, en ese propenso de tiempo tuvo una posibilidad para jugar en el fútbol de España, aconsejado por Juan Seminario, cosa que no llegó a concretarse por la decisión del jugador.

### Alianza Lima
Luego de una etapa exitosa en Atlético Chalaco, Julio se fue a jugar al Alianza Lima a principios de 1975. En el equipo de la capital, se encontró con figuras de la talla de César Cueto, José Velásquez y el portero José “Caíco” Gonzáles Ganoza. Desde su llegada, el mediocampista se volvió a defensor y así una de las figuras del equipo aliancista. En su primer año en el club (1975), ganó su primer título como profesional, al año siguiente conquistó el segundo, cuándo ayudó al equipo cardenal a ganar la Copa Simón Bolívar. En la Copa Libertadores fue semifinalista dos veces, 1976 y 1978. La etapa del Buyo con el equipo "blanquiazul" fue hasta el mediados del año 1980.

### Defensor Lima
Luego de haber estado en el Alianza Lima, Buyo volvió a su natal Breña y firmar por el Defensor Lima en el segundo semestre de 1980 por la segunda división. Su paso por el equipo granate fue por el último semestre del año. Jugó 25  partidos con los carasucias. Lamentablemente no pudo hacer demasiado para el equipo ascienda a primera.

### FBC Melgar
Después de haber jugado por un semestre en el Defensor Lima, en el año 1981 Ramírez se fue a jugar al FBC Melgar donde fue pedido expreso por Máximo Carrasco. Allí estuvo tres años, y jugó algunos partidos buenos y marcó algunos goles. En ese mismo año, Ramírez ganó el quinto título de su carrera y el cuarto en el Campeonato Descentralizado cuando el cuadro dominó ganó el primer título de su historia ante Sporting Cristal. Buyo fue muy importante para que el equipo arequipeño ganara el título, y fue una de las figuras junto a Genaro Neyra, Raúl Obando, Ángel Gutiérrez y otros más.

### Diablos Rojos y Retiro
Luego de haber jugado en el FBC Melgar, Víctor se fue a jugar al Diablos Rojos de Juliaca en 1984. Su etapa en el equipo del oriente de Perú fue por unos meses. Allí, se retiró luego de una gran carrera como futbolista. 

### Actualidad
Hoy trabaja para la Municipalidad de Breña, su ciudad natal en Lima. Está dedicado a enseñar el fútbol a menores de edad. El periodista Juan Esteves lo ubicó en el local llamado “La Taberna de Don Charlie” donde recordó varios pasajes de su exitosa carrera como futbolista destacando el título obtenido con la “Rojinegra” y los de los blanquiazules.

## Anécdota en Melgar
A fines de 1980 después de fichar por el FBC Melgar, el jugador declaró hace poco: Para los que no saben me dicen buyo por bullanguero y allá en Arequipa tuve una segunda madre que se llamó Manuela Murillo Ureta, ella me trató como un hijo cuando vivía en la calle Consuelo, creo que ahora es el local del club. En Arequipa tengo grandes amigos aparte de mis compañeros de equipo que nunca olvidaré, dijo luego, bastante emocionado a La República.
El gran deseo de Julio Ramírez es pisar otra vez suelo arequipeño, visitar el club, reunirse en un almuerzo con sus amigos campeones e ir al cementerio a dejar flores a la mujer que lo trató como a un hijo.

## Formador de menores
Luego de su retiro del futbol profesional, Julio Ramírez empezó a trabajar como entrenador de las divisiones menores del club Alianza Lima. Él formó a Sandro Baylón, quien brillara con los colores blanquiazules y la selección peruana hasta su repentina muerte debido a un accidente. El club íntimo le tiene una deuda pendiente que aún no le cancela.

## Clubes
| Club             | País | Año       |
| ---------------- | ---- | --------- |
| Defensor Arica   | Perú | 1967-1969 |
| Juan Aurich      | Perú | 1970-1972 |
| Atlético Chalaco | Perú | 1973-1974 |
| Alianza Lima     | Perú | 1975-1979 |
| Defensor Lima    | Perú | 1980      |
| FBC Melgar       | Perú | 1981-1983 |
| Diablos Rojos    | Perú | 1984      |

## Palmarés

### Campeonatos nacionales
| Título             | Club         | País | Año  |
| ------------------ | ------------ | ---- | ---- |
| Primera División   | Alianza Lima | Perú | 1975 |
| Copa Simón Bolívar | Alianza Lima | Perú | 1976 |
| Primera División   | Alianza Lima | Perú | 1977 |
| Primera División   | Alianza Lima | Perú | 1978 |
| Primera División   | FBC Melgar   | Perú | 1981 |